# Fernybloem

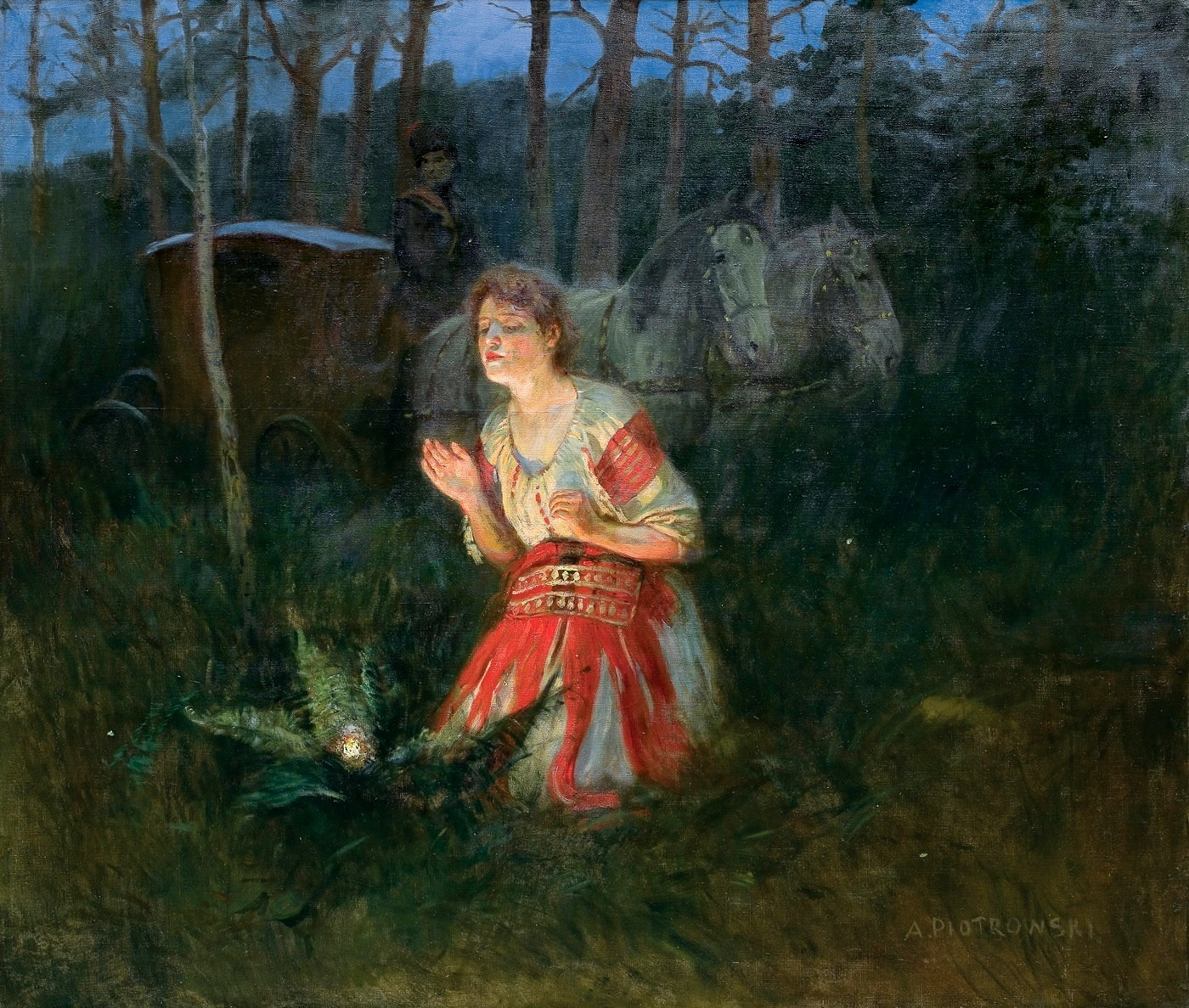
De Fernybloem wordt gevonden, Anton Piotrowski, 1910

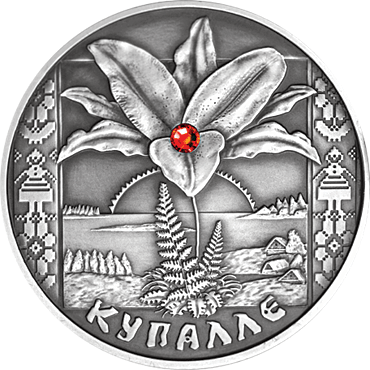
De Fernybloem op een zilveren munt

De Fernybloem is een magische plant uit de Slavische mythologie (Wit-Russisch: Папараць-кветка, Pools: Kwiat paproci, Russisch: Цветок папоротника, Oekraïens: Цвіт-папороть) en de Baltische mythologie (Estisch: Sõnajalaõis, Lets: Papardes zieds).

## Letse en Estische traditie
Volgens de Letse en Estische traditie bloeit de plant alleen op de avond van de Jāņi (middernacht, van 23 juni op 24 juni). Degene die de plant vindt, zal door de varen groot geluk krijgen.
Op deze bijzondere nacht kwamen heksen bijeen (heksensabbat), openden de gouden schatten, was de magische kracht van kruiden aanwezig en bloeiden de gouden varens. De traditie van magische nachten gaat tot ver in de oudheid terug. Oorspronkelijk was het een religieuze ceremonie in verband met de viering van de zonnewende (Midzomerfeest), die gebaseerd is op Keltisch-Germaanse of Keltische traditie. De christelijke kerk probeerde het heidense festival te onderdrukken en wijdde de 24e aan Johannes de Doper. Toch bleven enkele rituelen bewaard tot vandaag de dag, zoals springen over het vuur of kransen in het water gooien, het werd een deel van de populaire folklore.
In het verleden werd, kort na zonsopgang, de mythische alruin verkocht op markten. In feite was het Datura of Belladonna.

## Slavische traditie
Volgens de Slavische traditie brengt de plant geluk, rijkdom en het vermogen om de taal der dieren te begrijpen. De plant is te vinden op de avond voor de dag van Ivan Kupala (Johannes de Doper).

## Litouwen
In Litouwen is Sint- Jansdag (24 juni) traditioneel de dag van het jaar waarop tegenstellingen zich verenigen en mensen streven naar innerlijke zuivering. Midzomernacht (de nacht van 23 op 24 juni) is van magisch belang - juist op dit moment hebben planten en water geneeskrachtige eigenschappen en magische krachten. Als ze die nacht worden verzameld, kunnen ze later als natuurlijke remedie worden gebruikt, maar ze worden ook gebruikt om de bodemvruchtbaarheid te vergroten.
Volgens de oude opvatting gaat de magische fernybloem precies om middernacht open, wat elke gelukkige vinder alwetend moet maken. De plant wijst de weg naar verborgen schatten, geeft toegang tot de gedachten van andere mensen en de taal van dieren. De plant geeft ook het vermogen om de dood van een persoon te voorspellen. Een oud Litouws idioom verbindt sluwheid met het vinden van de fernybloem: gudri kaip paparčio žiedą suradusi / turinti - “zo slim als iemand die een varenbloesem heeft gevonden”.
Om de bloeiende plant op te sporen, gaan de Litouwers op midzomeravond naar het bos. Zodra je een geschikte varen hebt ontdekt, is het tijd voor boze geesten en heksen (die ook alles in het werk stellen om varenbloesems te spotten) weg te houden - met berkentakken trekt de vinder een magische cirkel om zich heen, knielt dan vredig voor de varens en verzinkt in gebed. Volgens veel mensen zullen duistere krachten proberen de persoon die bidt af te leiden met allerlei soorten geluiden, zodat hij misschien nog het korte moment mist waarvoor de magische varenbloesem opengaat. De vreselijke dingen die de biddende persoon kan zien of horen, vertegenwoordigen zijn zonden, en alleen wanneer hij een zuivere staat van ziel heeft bereikt door innerlijke zuivering, kan hij zelfs het openen van de varenbloesem waarnemen. Hun glanzend rood of hun regenboogkleuren staan volgens de traditionele interpretatie voor de vereniging van vuur en water.

## Volodymyr Ivasjoek
Volodymyr Ivasjoek schreef een lied, hierin krijgt een gele bloem in de nacht voor de verjaardag van Ivan Kupala een paar minuten een rode kleur. De meisjes die deze bloem vinden, zullen het geluk in de liefde vinden.

## Trivia
- Vergelijk het Nederlandse Varenzaad.
- Het vermogen de taal der dieren te begrijpen komt vaker voor, zie bijvoorbeeld De witte slang en De drie talen.
- Zie ook Heksenkruid.
- Sint Jansfeest